# Aeschynanthus angustifolius
Aeschynanthus angustifolius är en tvåhjärtbladig växtart som först beskrevs av Carl Ludwig von Blume, och fick sitt nu gällande namn av Ernst Gottlieb von Steudel. Aeschynanthus angustifolius ingår i släktet Aeschynanthus och familjen Gesneriaceae. Inga underarter finns listade i Catalogue of Life.